# 高師駅
高師駅（たかしえき）は、愛知県豊橋市高師町字北新切116番地の1にある豊橋鉄道渥美線の駅である。駅番号は6。

## 概要
渥美線の主要駅のひとつで、車両区・乗務区などがあり乗務員交代や車両交換は当駅で行われる。日付が変わる直前に当駅止まりの列車（新豊橋発）が設定されている。終日駅員配置駅である。
駅舎の改札内側には男子用トイレ、女子用・誰でもトイレがある。

## 歴史
- 1924年（大正13年）
  - 1月22日：渥美電鉄の駅として開業。
  - 4月25日：師団口（現・愛知大学前）駅 - 当駅間開業に伴い途中駅となる。
- 1940年（昭和15年）9月1日：名古屋鉄道との合併により同社渥美線の駅となる。
- 1954年（昭和29年）10月1日：豊橋鉄道への譲渡により同社の駅となる。
- 1970年（昭和45年）6月：鉄筋コンクリート2階建の駅舎完成。
- 2011年（平成23年）2月11日：manaca導入。

## 駅構造
島式ホーム1面2線で交換設備を持つ地上駅である。島式ホームの駅舎側中央付近（改札正面）に階段があるが、当駅で行き違いを行う場合は使用不可となり、新豊橋寄りの階段のみ利用となる。引き込み線・車両区・乗務区などもある。
当駅からユニチカ豊橋工場まで貨物引込み線が敷設されていたが用途廃止、線路は高師駅寄りの数十メートルを除き撤去された。残された線路は、車両置き場となっている。引込み線跡は高師緑地公園の一部にもなっている他、ユニチカ工場敷地内に入る部分では、近年まで線路がそのままになっていたが、今は撤去されている。

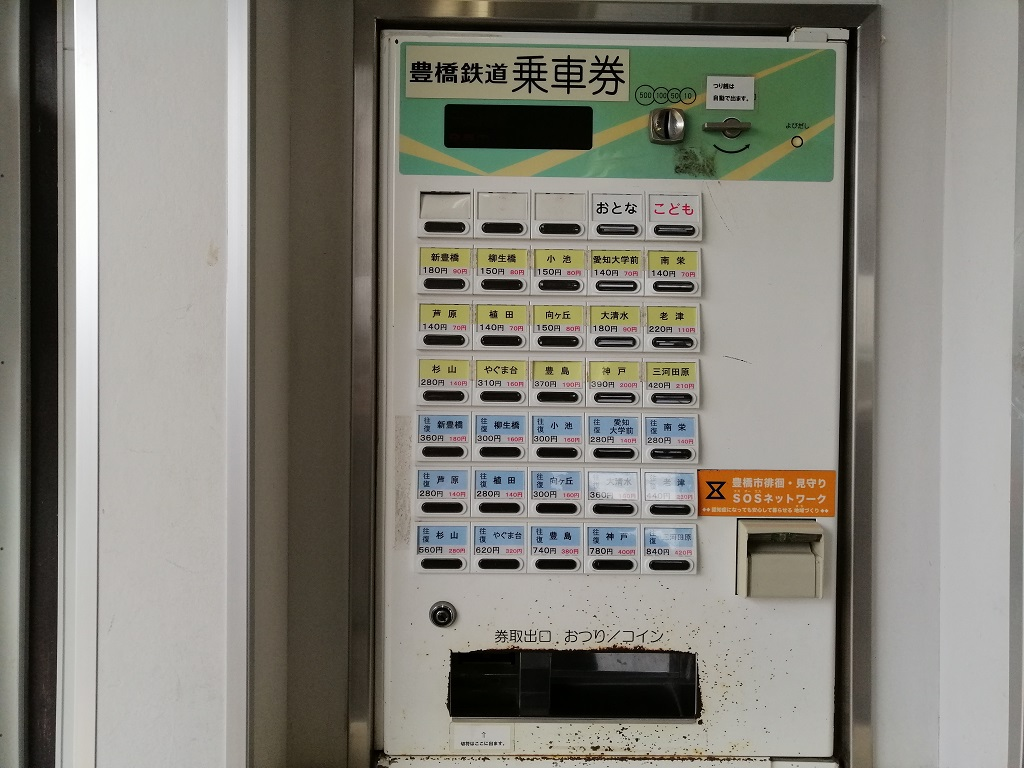
切符の自動券売機
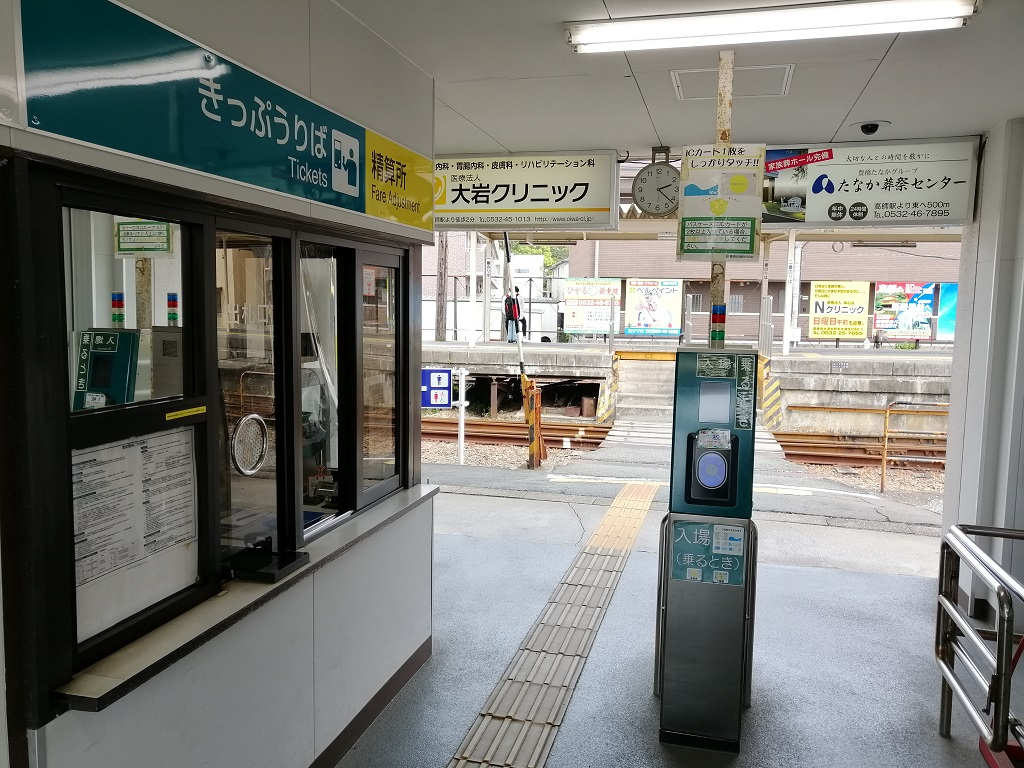
改札口（2021年4月）
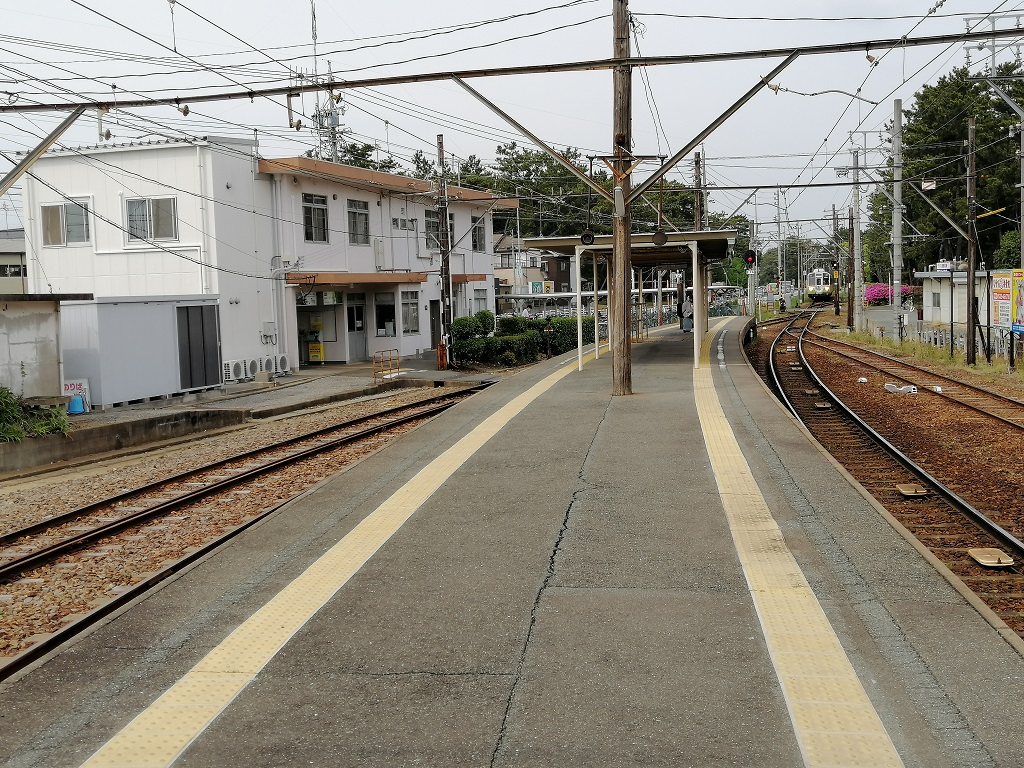
ホーム（2021年4月）
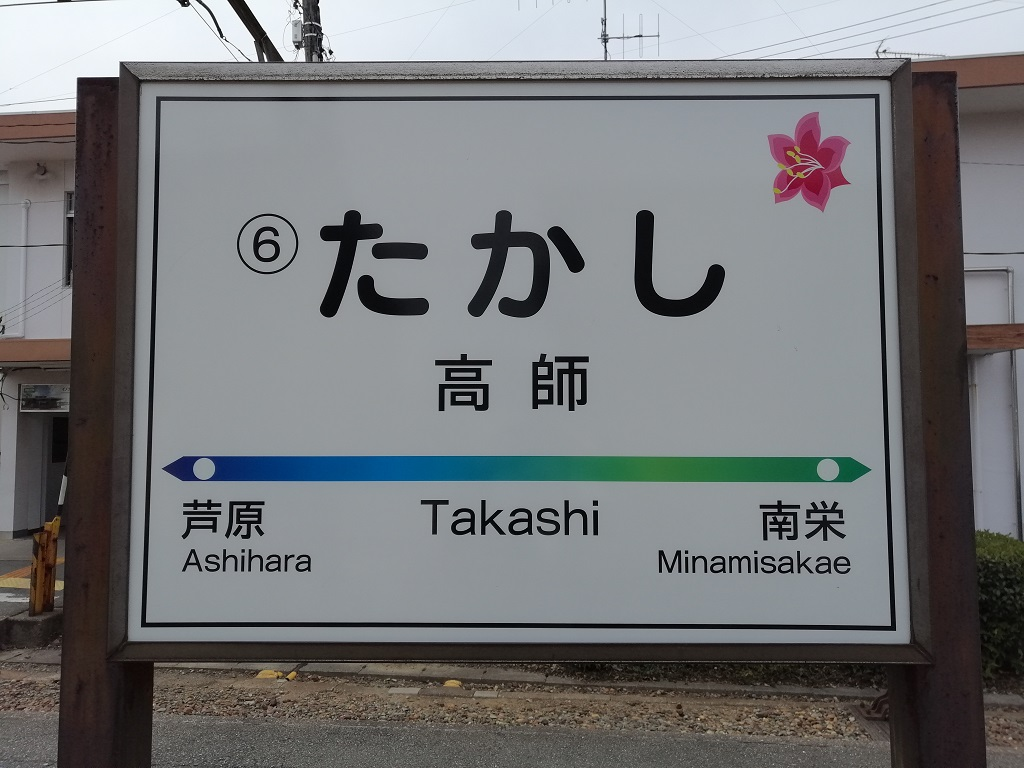
駅名標（2021年4月）

### 配線図
| ← 三河田原方面 | 高師駅 構内配線略図 | → 新豊橋方面 |
| 凡例 出典:     |                     |              |

## 利用状況
- 主として通学・通勤用に利用される。
- 当駅の利用状況の変遷を下表に示す。

輸送実績（乗車人員）の単位は人であり、年度での総計値を示す。
乗降人員調査結果は任意の1日における値で、単位は人である。調査日の天候・行事等の要因による変動は考慮されていない。
表中、赤色は各項目の最高値である。また、最高値を記録した年度を基準に、それ以前の最低値を緑色、以降の最低値を青色で表記している。
| 年 度              | 当駅分輸送実績（乗車人員）：人／年度 | 当駅分輸送実績（乗車人員）：人／年度 | 当駅分輸送実績（乗車人員）：人／年度 | 当駅分輸送実績（乗車人員）：人／年度 | 乗降人員調査結果 人／日 | 乗降人員調査結果 人／日 | 特 記 事 項 |
| ------------------ | ------------------------------------ | ------------------------------------ | ------------------------------------ | ------------------------------------ | ----------------------- | ----------------------- | ----------- |
| 年 度              | 通勤定期                             | 通学定期                             | 定期外                               | 合 計                                | 調査日                  | 調査結果                | 特 記 事 項 |
| 1978年（昭和53年） | 156,760                              | ←←←←                                 | 169,654                              | 326,414                              |                         |                         |             |
| 1979年（昭和54年） | 157,620                              | ←←←←                                 | 175,678                              | 333,298                              |                         |                         |             |
| 1980年（昭和55年） | 157,580                              | ←←←←                                 | 190,461                              | 348,041                              |                         |                         |             |
| 1981年（昭和56年） | 155,580                              | ←←←←                                 | 199,902                              | 355,482                              |                         |                         |             |
| 1982年（昭和57年） | 152,365                              | ←←←←                                 | 193,902                              | 346,267                              |                         |                         |             |
| 1983年（昭和58年） | 142,441                              | ←←←←                                 | 194,787                              | 337,228                              |                         |                         |             |
| 1984年（昭和59年） | 138,475                              | ←←←←                                 | 181,118                              | 319,593                              |                         |                         |             |
| 1985年（昭和60年） | 120,578                              | ←←←←                                 | 184,499                              | 305,077                              |                         |                         |             |
| 1986年（昭和61年） | 124,567                              | ←←←←                                 | 196,849                              | 321,416                              |                         |                         |             |
| 1987年（昭和62年） | 135,764                              | ←←←←                                 | 205,418                              | 341,182                              |                         |                         |             |
| 1988年（昭和63年） | 146,813                              | ←←←←                                 | 215,741                              | 362,554                              |                         |                         |             |
| 1989年（平成元年） | 151,088                              | ←←←←                                 | 241,063                              | 392,151                              |                         |                         |             |
| 1990年（平成2年）  | 162,328                              | ←←←←                                 | 259,688                              | 422,016                              |                         |                         |             |
| 1991年（平成3年）  | 177,197                              | ←←←←                                 | 272,966                              | 450,163                              |                         |                         |             |
| 1992年（平成4年）  | 188,295                              | ←←←←                                 | 309,498                              | 497,793                              |                         |                         |             |
| 1993年（平成5年）  | 180,774                              | ←←←←                                 | 297,722                              | 478,496                              |                         |                         |             |
| 1994年（平成6年）  | 190,549                              | ←←←←                                 | 291,472                              | 482,021                              |                         |                         |             |
| 1995年（平成7年）  | 192,598                              | ←←←←                                 | 287,766                              | 480,364                              |                         |                         |             |
| 1996年（平成8年）  | 192,809                              | ←←←←                                 | 299,063                              | 491,872                              |                         |                         |             |
| 1997年（平成9年）  | 184,840                              | ←←←←                                 | 293,101                              | 477,941                              |                         |                         |             |
| 1998年（平成10年） | 172,262                              | ←←←←                                 | 285,984                              | 458,246                              |                         |                         |             |
| 1999年（平成11年） | 165,535                              | ←←←←                                 | 279,680                              | 445,215                              |                         |                         |             |
| 2000年（平成12年） | 155,792                              | ←←←←                                 | 273,488                              | 429,280                              |                         |                         |             |
| 2001年（平成13年） | 151,530                              | ←←←←                                 | 267,781                              | 419,311                              |                         |                         |             |
| 2002年（平成14年） | 146,966                              | ←←←←                                 | 268,533                              | 415,499                              |                         |                         |             |
| 2003年（平成15年） | 151,857                              | ←←←←                                 | 271,355                              | 423,212                              |                         |                         |             |
| 2004年（平成16年） | 163,846                              | ←←←←                                 | 266,688                              | 430,534                              |                         |                         |             |
| 2005年（平成17年） |                                      | ←←←←                                 |                                      |                                      |                         |                         |             |
| 2006年（平成18年） |                                      | ←←←←                                 |                                      |                                      |                         |                         |             |
| 2007年（平成19年） |                                      | ←←←←                                 |                                      |                                      |                         |                         |             |

## 駅周辺

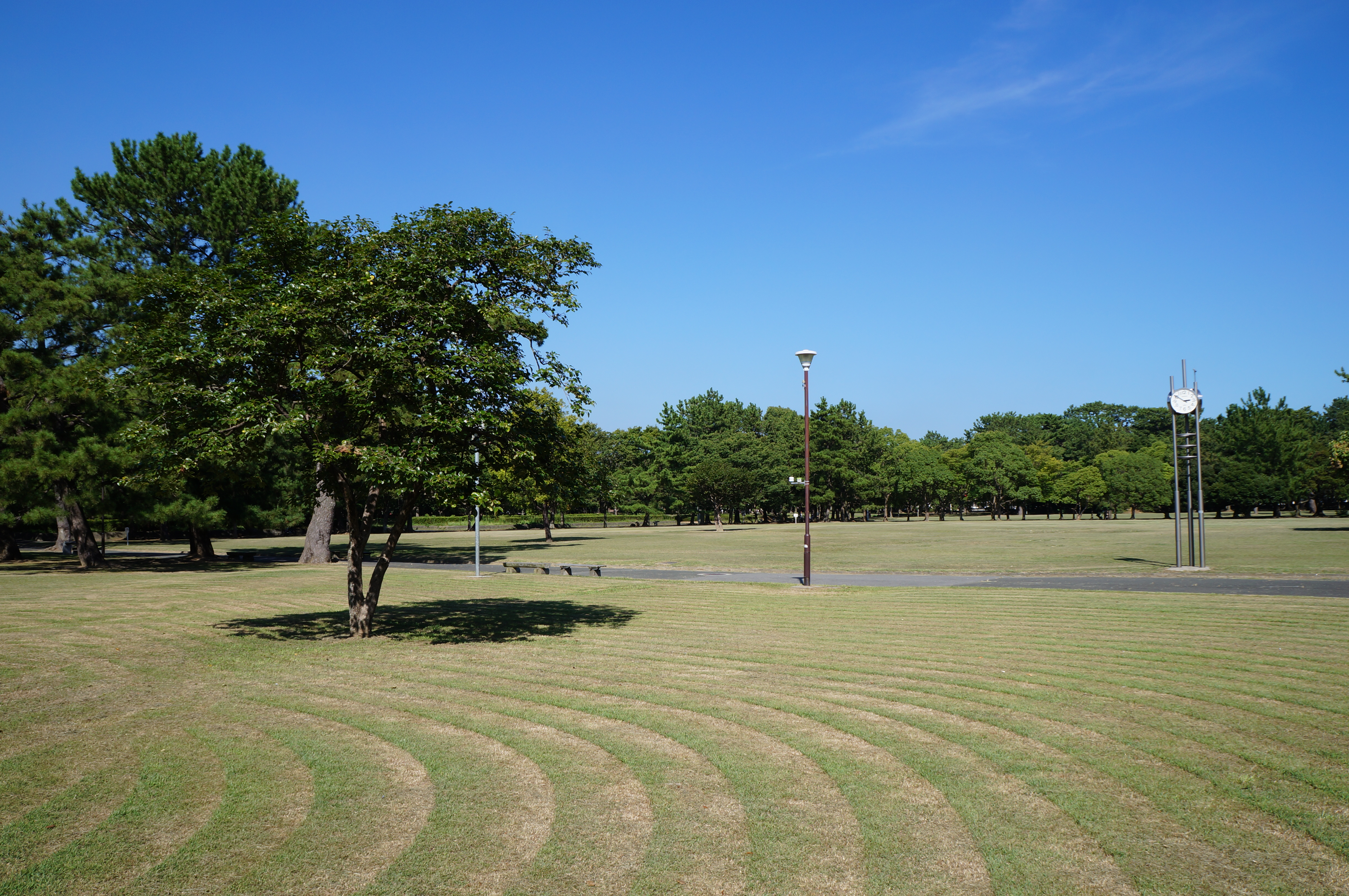
高師緑地 芝生広場

住宅地が大きく広がっており、商店が点在する。農業事業所の本社や漬物研究所は駅西側にあり、高師緑地は駅北側に跨がっている。
- 豊橋鉄道車両区
- イノチオホールディングス本社
- サンヨネ 高師店
- 東海漬物漬物機能研究所
- 高師緑地
- 高師老人福祉センター
- 大応寺
- 国道259号（田原街道）
- 愛知県道407号伊古部南栄線（野依街道）

## その他
- 旧名鉄7300系で運行されていた頃、4連で運転される列車の最後尾ドア（最も車掌位置に近い旅客用ドア）はホームからはみ出していたにもかかわらず、開いていた。当然そのドアでの乗降は不可能なため、車内放送で最後尾ドアが開くがホームにかからない旨の注意案内がされていた。またホームの三河田原よりはすぐ踏切のため、新豊橋行は踏切上でドアが開いていた。（大変、危険な状態であった。）
- 旧東急7200系（現1800系）による運行が開始されてしばらくしてから、高師検車区の車庫が火災により夜間留置中の2両が被災したため、当駅構内（ユニチカ引き込み線跡）に留置されていた部品取り用の2両を改造し営業用車両として投入した。

## 隣の駅
豊橋鉄道
■渥美線
南栄駅(5) - 高師駅(6) - 芦原駅(7)